# MacPeople
『MacPeople』（マックピープル）は、アスキー・メディアワークス（旧アスキー）が発行していたMacintoshなどApple専門のパソコン雑誌である。愛称は「まっぴー」。

## 概要
1995年10月に月刊誌として創刊。創刊号は1995年12月号。1996年秋より月2回刊となるが、2004年3月発売の5月号より月刊誌に戻す。毎月29日頃発売。iPod、iPhoneなども扱う。
当初は姉妹誌『MACPOWER』との住み分けから初〜中級者向けを対象としていたが、2005年春に『MACPOWER』がリニューアルでパソコン雑誌色を排除してからはMacintosh総合雑誌となっている。2008年からは『MACPOWER』の編集も手がけていたが、2010年をもって『MACPOWER』は事実上休刊した。
2014年10月号より主にiOSアプリ開発者向けに紙面をリニューアルしたが、直後の同年9月29日発売の11月号をもって休刊という急転の展開となった。

## 姉妹誌
- MACPOWER - 2010年をもって事実上休刊。